# Communauté de communes du Pays de Villeneuve en Armagnac Landais
Die Communauté de communes du Pays de Villeneuve en Armagnac Landais ist ein französischer Gemeindeverband mit der Rechtsform einer Communauté de communes im Département Landes in der Region Nouvelle-Aquitaine. Sie wurde am 31. Dezember 1997 gegründet und umfasst zwölf Gemeinden. Der Verwaltungssitz befindet sich im Ort Villeneuve-de-Marsan.

## Mitgliedsgemeinden
| Gemeinde                                                         | Einwohner 1. Januar 2022 | Fläche km² | Dichte Einw./km² | Code INSEE | Postleitzahl |
| ---------------------------------------------------------------- | ------------------------ | ---------- | ---------------- | ---------- | ------------ |
| Arthez-d’Armagnac                                                | 92                       | 11,17      | 8                | 40013      | 40190        |
| Bourdalat                                                        | 205                      | 14,15      | 14               | 40052      | 40190        |
| Le Frêche                                                        | 388                      | 23,41      | 17               | 40100      | 40190        |
| Hontanx                                                          | 611                      | 30,48      | 20               | 40127      | 40190        |
| Lacquy                                                           | 288                      | 19,28      | 15               | 40137      | 40120        |
| Montégut                                                         | 78                       | 4,82       | 16               | 40193      | 40190        |
| Perquie                                                          | 342                      | 26,34      | 13               | 40221      | 40190        |
| Pujo-le-Plan                                                     | 625                      | 18,51      | 34               | 40238      | 40190        |
| Saint-Cricq-Villeneuve                                           | 464                      | 15,76      | 29               | 40255      | 40190        |
| Sainte-Foy                                                       | 251                      | 9,10       | 28               | 40258      | 40190        |
| Saint-Gein                                                       | 418                      | 17,85      | 23               | 40259      | 40190        |
| Villeneuve-de-Marsan                                             | 2.487                    | 23,14      | 107              | 40331      | 40190        |
| Communauté de communes du Pays de Villeneuve en Armagnac Landais | 6.249                    | 214,01     | 29               | –          | –            |